# 天使之后圣殿
天使之后圣殿（Basilica di Santa Maria degli Angeli）是意大利中部翁布里亚大区山城阿西西的一座天主教教堂，建于1569年到1679年，环绕着9世纪所建的小教堂，方济各会最神圣的地方宝尊堂。年轻的圣方济各明白了他的呼召，立志退隐过贫穷的生活，创立方济各会。
1909年4月11日，这座教堂被教宗庇护十世升格为“圣殿”（patriarchal basilica and papal chapel）。

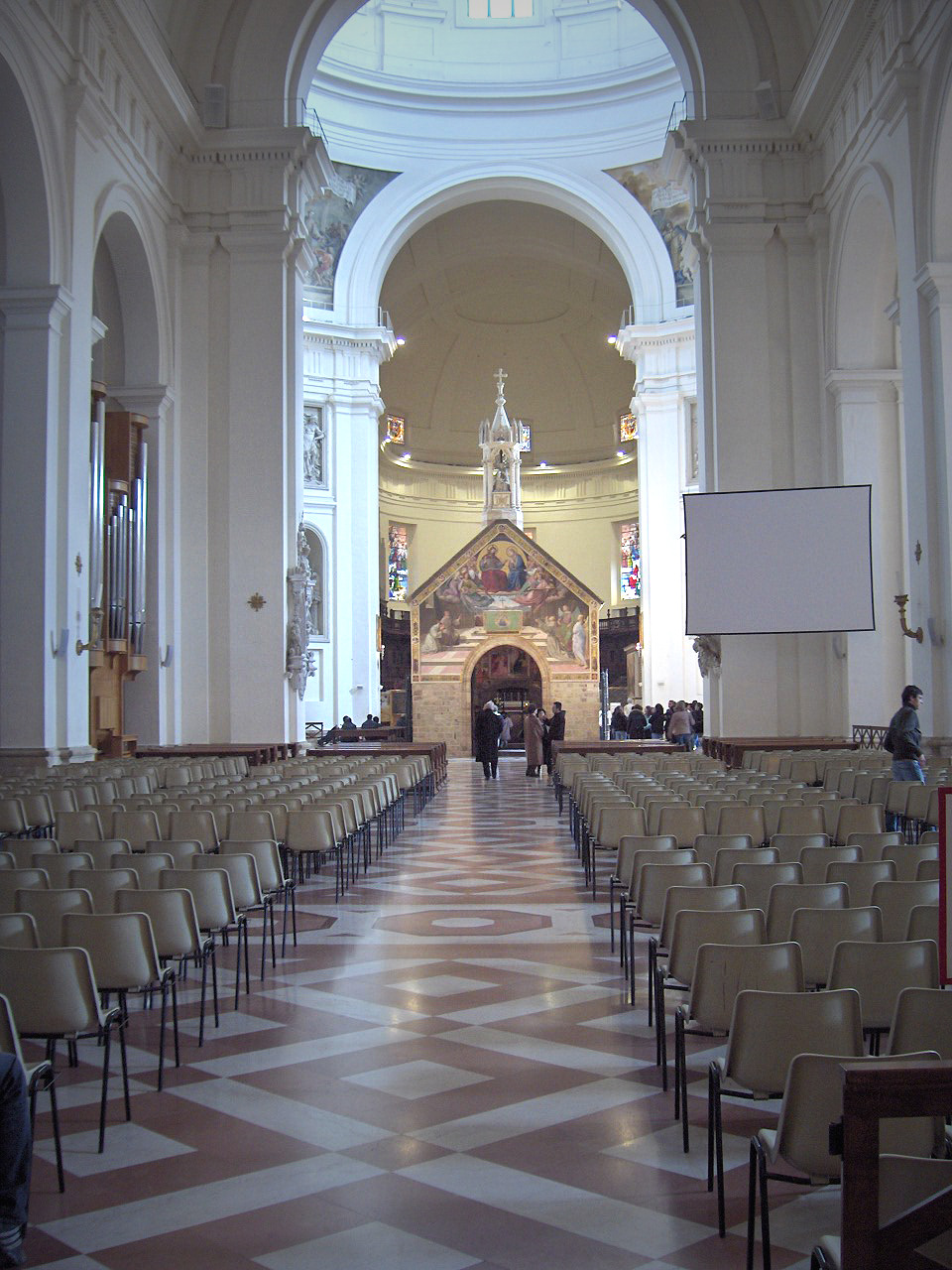
宝尊堂

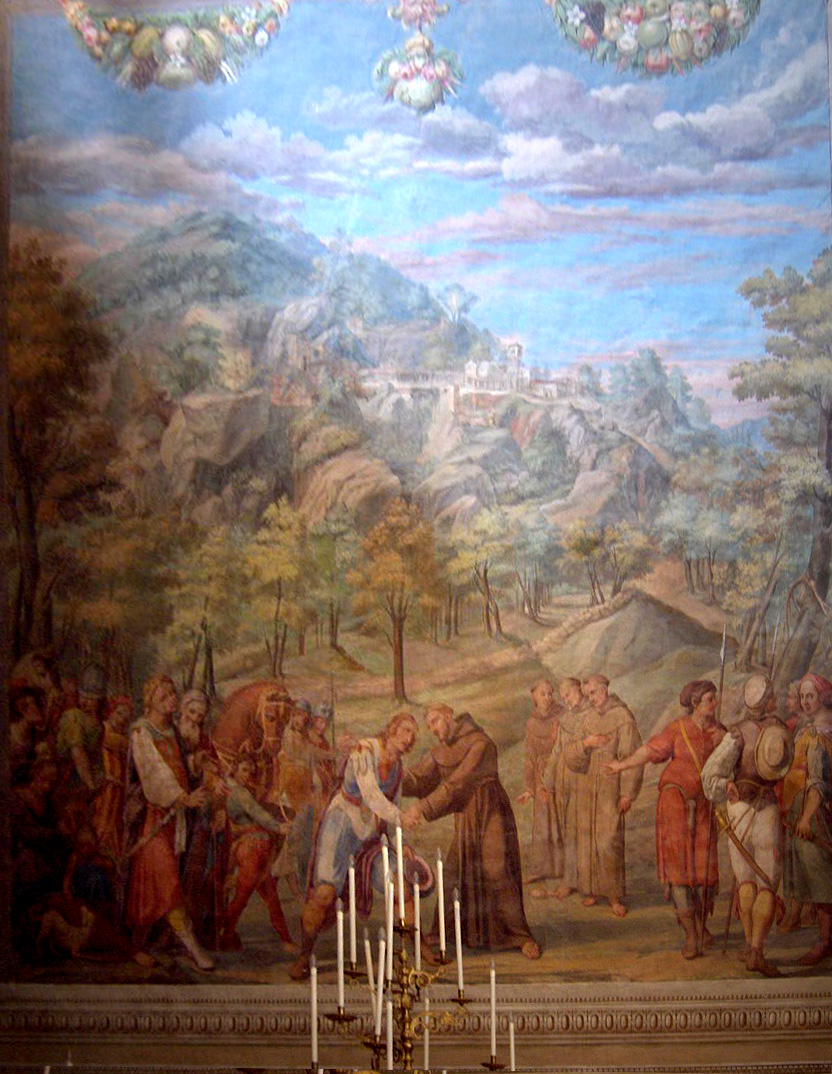
圣方济各接受男女加入第三会
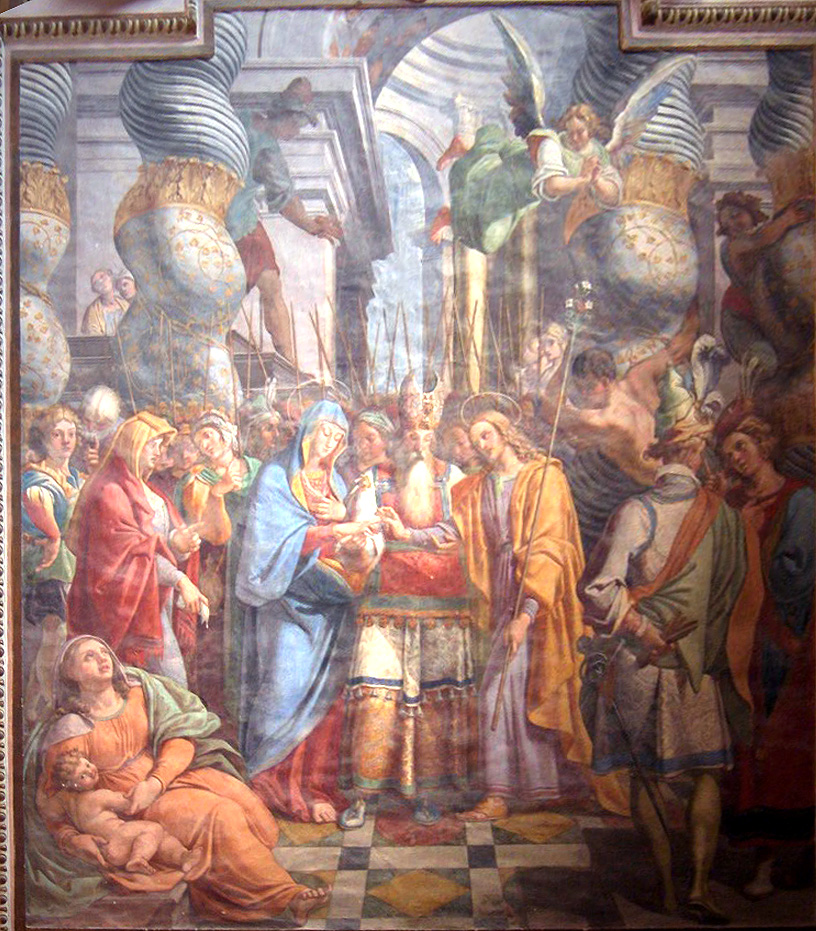
童贞女的婚礼
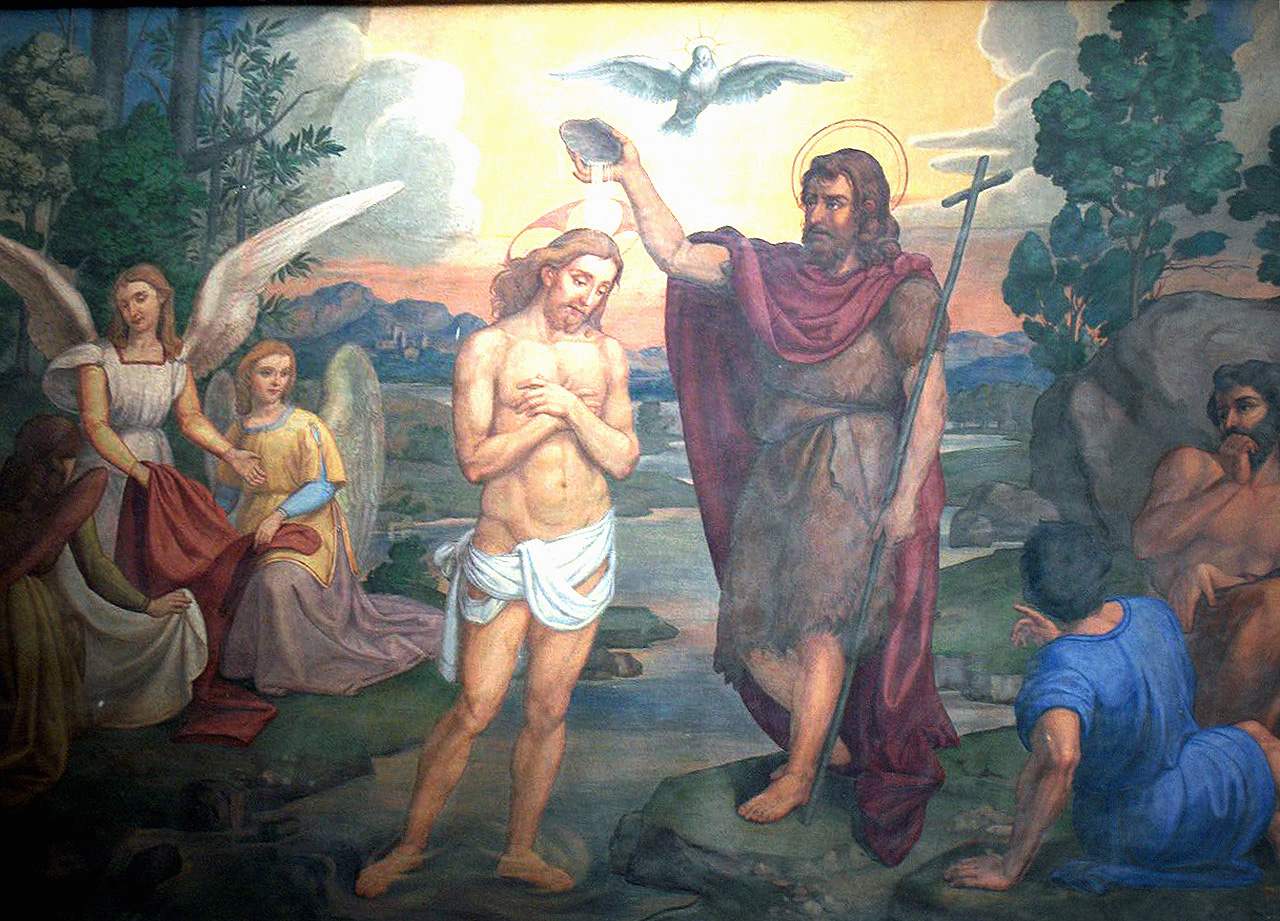
施洗约翰在约旦河为耶稣施行洗礼